# Pedra de Coade

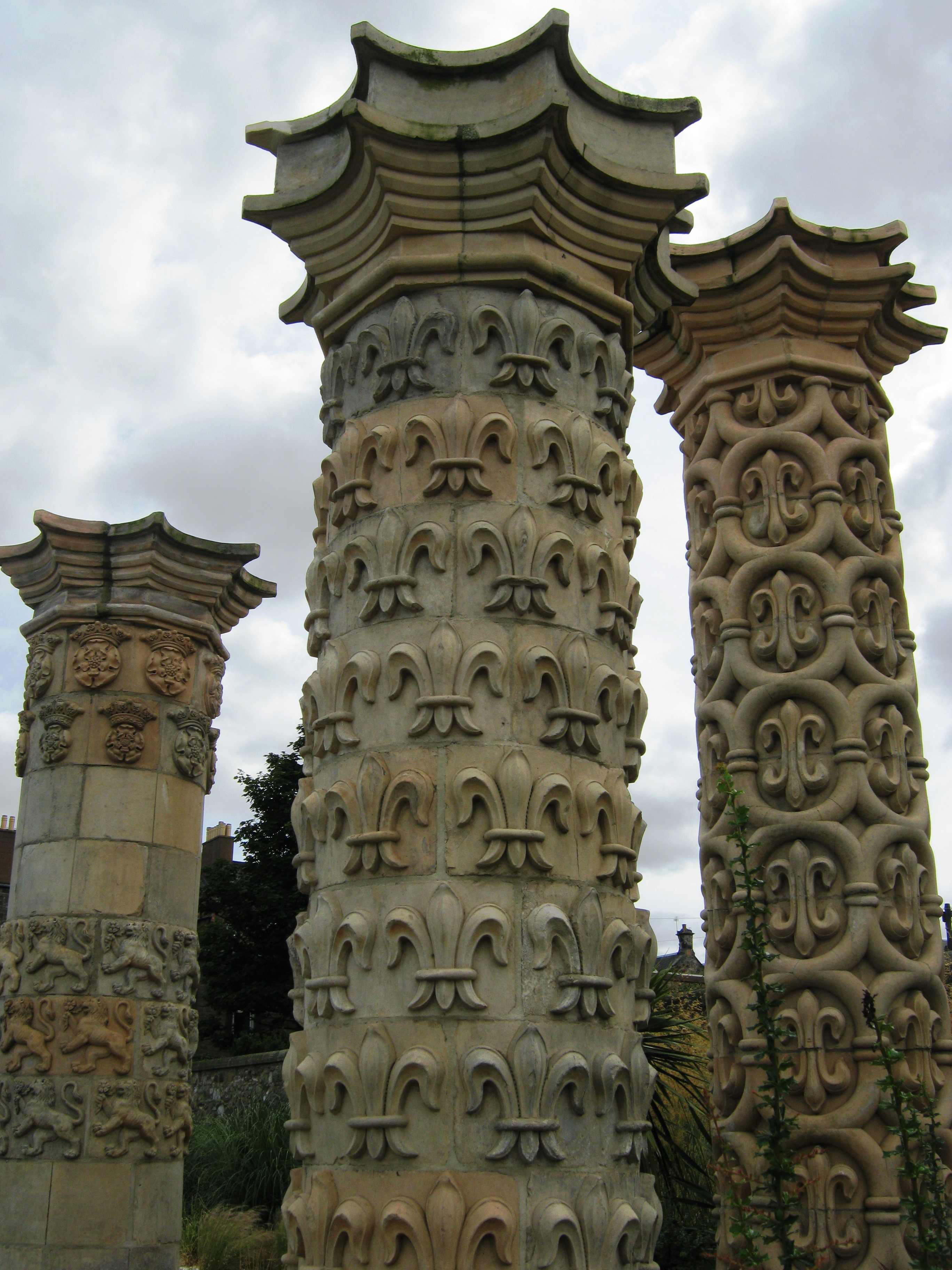
Columnes d'aquest material amb detalls a Portobello.

La pedra de Coade és un tipus de ceràmica, que ha estat descrita com un derivat de pedra artificial. Four fabricada i comercialitzada per Eleanor Coade (1733 - 1821), des de 1769 fins a 1833. En aquells temps l'augment de la demanda constructiva a Londres va conduir a una forta sol·licitud d'un material d'adorn per a decorar i embellir les façanes dels edificis i habitatges arquitectura georgiana, sovint fets a mà. Punts de venda com l'empresa de la mateixa Eleanor, COADE ubicada a Westminster Bridge Road, proporcionava una àmplia gamma de solucions eficàcies i útils pels constructors i arquitectes de pedres petites que s'usaven per adornar els perímetres de les portes o finestres, així com façanes. La fàbrica estava situada a Lambeth (Londres), on actualment s'hi celebra el Royal Festival Hall.

## Història
La pedra Coade no fou el primer material d'aquestes característiques venut al Regne Unit. Al voltant de 1720 Richard Holt va obtenir una patent sobre una pedra al forn, però de menor qualitat. Altres fabricants també van tractar de fer-se un lloc en aquest mercat; l'últim fou el conegut Daniel Pincot. Tots aquests materials eren d'una qualitat inferior respecte la pedra Coade, ja que solien trencar-se amb facilitat.

El principal èxit de la companyia de la senyora de Coade va ser aconseguir una estable clientela formada principalment per arquitectes, com Robert Adam, juntament amb el fet que algunes de les seves obres van ser per encàrrec de personatges il·lustres, com Jordi III i altres membres de l'alta noblesa del Regne Unit. Després de la mort d'Eleanor Coade, l'empresa es va declarar en fallida el 1833. 

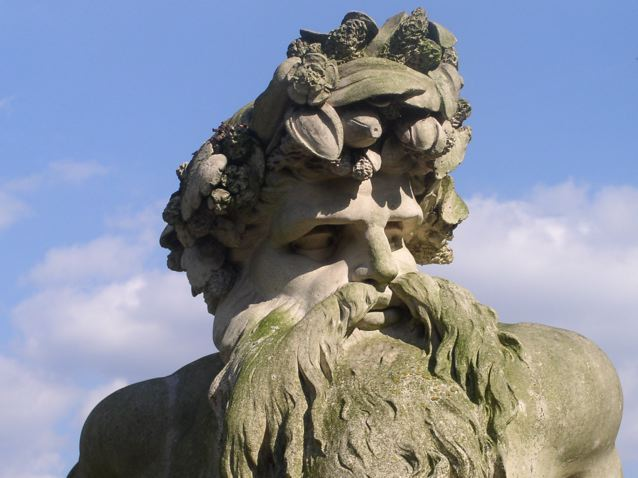
Thames Pare, una escultura de pedra de COADE per John Bacon, davant Ham House, a Londres

## Composició química
Contràriament a la creença popular encara avui existent, la  recepta de la pedra de Coade en efecte sí es coneix. La seva fabricació requereix tècniques especialitzades, sobretot d'un molt bon i acurat control de les temperatures dels forns de cocció.
La fórmula utilitzada és:
- 10% de xamota
- 10,5% sílex triturat
- 5-10% de quars fina (per reduir la disminució de la cocció)
- Sosa càustica en pols 10%
- 60-70% argila de bola de Dorset o Devon.

El grog està fet de ceràmica cuita, reduïda a pols un cop ja calenta. La cocció té una durada de quatre dies a una temperatura regular d'uns 1100 °C. Un cop els materials ja són cuits i secs s'aconsegueix que el pes de la barreja es redueixi aproximadament un 8%, a conseqüència del procés de cocció.

## Exemple d'ús

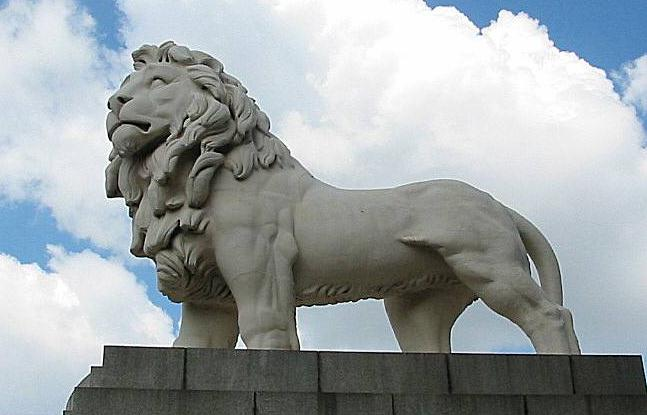
The Red Lion.

- Els adorns del monument a Nelson de Burnham Thorpe, substituït per fibra de vidre el 1980.
- La façana de Schomberg House
- La tomba de Capità Bligh
- L'entrada al Zoo de Rio de Janeiro
- El Catedral de Saint Paul (Londres)
- La coberta posterior del Palau de Buckingham
- Castell de Howard

- Hi ha més de 650 episodis amb exemples de la pedra de Coade: documental de la sèrie Herois locals de la BBC (televisió).[6]